# Pugilina cochlidium
Pugilina cochlidium is een slakkensoort uit de familie Melongenidae. De wetenschappelijke naam werd gepubliceerd in 1758 door Carl Linnaeus in de tiende editie van Systema naturae.